# Giripurwo (Wonogiri)
Giripurwo is een bestuurslaag in het regentschap Wonogiri van de provincie Midden-Java, Indonesië. Giripurwo telt 8271 inwoners (volkstelling 2010).